# 伊氏擬丘頭鯰
伊氏擬丘頭鯰，為輻鰭魚綱鯰形目蝌蚪鯰科的其中一種，為亞熱帶淡水魚類，分布於南美洲巴拉圭河及烏拉圭河流域，體長可達5.9公分，棲息在底層水域，生活習性不明。

## 扩展阅读
維基物種上的相關：伊氏擬丘頭鯰